# Albești, Botoșani
Albești là một xã thuộc hạt Botoșani, România. Dân số thời điểm năm 2002 là 6618 người.